# Campionato mondiale di hockey su ghiaccio - Terza Divisione 2008
Il Campionato mondiale di hockey su ghiaccio - Terza Divisione 2008 è stato un torneo di hockey su ghiaccio organizzato dall'International Ice Hockey Federation. Il torneo si è disputato fra il 31 marzo e il 6 aprile 2008. Le sei squadre partecipanti sono state riunite in un unico gruppo. Le partite si sono svolte a Kockelscheuer, in Lussemburgo. La Corea del Nord e la Sudafrica hanno concluso nelle prime due posizioni, garantendosi la partecipazione al Campionato mondiale di hockey su ghiaccio - Seconda Divisione 2009.

## Qualificazioni alla Terza Divisione
Prima del Torneo fra il 15 e il 17 febbraio a Sarajevo, in Bosnia ed Erzegovina, si è svolto un torneo di qualificazione alla Terza Divisione cui hanno preso parte Armenia Bosnia ed Erzegovina e Grecia valido per uno dei sei posti nel gruppo mondiale. Con due vittorie su due si è imposta la Grecia, mentre l'Armenia è stata penalizzata a causa dell'iscrizione irregolare di alcuni suoi giocatori.

### Incontri
| Sarajevo 15 febbraio 2008, ore 20:30 | Bosnia ed Erzegovina | 1 – 10 (0-1; 0-4; 1-5) referto | Grecia | Olympic Hall Zetra (3.100 spett.) |

| Sarajevo 16 febbraio 2008, ore 20:30 | Armenia | 0 – 5 (FORFAIT) | Grecia | Olympic Hall Zetra |

| Sarajevo 17 febbraio 2008, ore 17:00 | Armenia | 0 – 5 (FORFAIT) | Bosnia ed Erzegovina | Olympic Hall Zetra |

### Classifica
| Pos. |                      | PG | V | VOT | POT | P | GF | GS | DR  | Pt |
| 1.   | Grecia               | 2  | 2 | 0   | 0   | 0 | 15 | 1  | +14 | 6  |
| 2.   | Bosnia ed Erzegovina | 2  | 1 | 0   | 0   | 1 | 6  | 10 | -4  | 3  |
| 3.   | Armenia              | 2  | 0 | 0   | 0   | 2 | 0  | 10 | -10 | 0  |

## Terza Divisione

### Partecipanti
| Nazionale      | Qualificazione                                                  |
| -------------- | --------------------------------------------------------------- |
| Turchia        | Sesta e retrocessa dalla Seconda Divisione - Gruppo A del 2007. |
| Corea del Nord | Sesta e retrocessa dalla Seconda Divisione - Gruppo B del 2007  |
| Lussemburgo    | Terzo nella Terza Divisione del 2007.                           |
| Sudafrica      | Quarto nella Terza Divisione del 2007.                          |
| Mongolia       | Quinta nella Terza Divisione del 2007.                          |
| Grecia         | Prima nel Girone di qualificazione per la Terza Divisione.      |

### Incontri
| Kockelscheuer 31 marzo 2008, ore 13:00 | Grecia | 1 – 5 (0-2; 0-0; 1-3) referto | Sudafrica | Patinoire de Kockelscheuer (50 spett.) |

| Kockelscheuer 31 marzo 2008, ore 16:30 | Corea del Nord | 17 – 0 (6-0; 5-0; 6-0) referto | Mongolia | Patinoire de Kockelscheuer (50 spett.) |

| Kockelscheuer 31 marzo 2008, ore 20:15 | Lussemburgo | 5 – 4 (d.t.s.) (2-1; 0-2; 2-1) referto | Turchia | Patinoire de Kockelscheuer (500 spett.) |

| Kockelscheuer 1º aprile 2008, ore 13:00 | Mongolia | 4 – 10 (1-2; 1-5; 2-3) referto | Grecia | Patinoire de Kockelscheuer (51 spett.) |

| Kockelscheuer 1º aprile 2008, ore 16:30 | Turchia | 1 – 7 (0-1; 1-1; 0-5) referto | Sudafrica | Patinoire de Kockelscheuer (60 spett.) |

| Kockelscheuer 1º aprile 2008, ore 20:00 | Corea del Nord | 2 – 1 (0-0; 0-0; 2-1) referto | Lussemburgo | Patinoire de Kockelscheuer (425 spett.) |

| Kockelscheuer 3 aprile 2008, ore 13:00 | Turchia | 11 – 3 (5-1; 3-2; 3-0) referto | Mongolia | Patinoire de Kockelscheuer (65 spett.) |

| Kockelscheuer 3 aprile 2008, ore 16:30 | Corea del Nord | 7 – 3 (2-1; 2-0; 3-2) referto | Grecia | Patinoire de Kockelscheuer (92 spett.) |

| Kockelscheuer 3 aprile 2008, ore 20:00 | Lussemburgo | 4 – 5 (1-1; 1-3; 2-1) referto | Sudafrica | Patinoire de Kockelscheuer (800 spett.) |

| Kockelscheuer 5 aprile 2008, ore 13:00 | Sudafrica | 0 – 6 (0-3; 0-2; 0-1) referto | Corea del Nord | Patinoire de Kockelscheuer (350 spett.) |

| Kockelscheuer 5 aprile 2008, ore 16:30 | Grecia | 1 – 9 (0-3; 1-3; 0-3) referto | Turchia | Patinoire de Kockelscheuer (492 spett.) |

| Kockelscheuer 5 aprile 2008, ore 20:00 | Mongolia | 0 – 9 (0-1; 0-4; 0-4) referto | Lussemburgo | Patinoire de Kockelscheuer (716 spett.) |

| Kockelscheuer 6 aprile 2008, ore 13:00 | Sudafrica | 12 – 4 (3-2; 5-1; 4-1) referto | Mongolia | Patinoire de Kockelscheuer (110 spett.) |

| Kockelscheuer 6 aprile 2008, ore 16:30 | Turchia | 2 – 8 (1-5; 0-0; 1-3) referto | Corea del Nord | Patinoire de Kockelscheuer (116 spett.) |

| Kockelscheuer 6 aprile 2008, ore 20:00 | Lussemburgo    | 2 – 2 (d.t.s.) (0-0; 1-0; 1-2; 0-0) referto | Grecia | Patinoire de Kockelscheuer (520 spett.) |
| Shootout 1 – 0                         |                |                                             |        |                                         |
|                                        |                |                                             |        |                                         |
|                                        | Shootout 1 – 0 |                                             |        |                                         |

### Classifica
| Pos. |                | PG | V | VOT | POT | P | GF | GS | DR  | Pt |
| 1.   | Corea del Nord | 5  | 5 | 0   | 0   | 0 | 40 | 6  | +34 | 15 |
| 2.   | Sudafrica      | 5  | 4 | 0   | 0   | 1 | 29 | 16 | +13 | 12 |
| 3.   | Lussemburgo    | 5  | 1 | 2   | 0   | 2 | 22 | 13 | +9  | 7  |
| 4.   | Turchia        | 5  | 2 | 0   | 1   | 2 | 27 | 24 | +3  | 7  |
| 5.   | Grecia         | 5  | 1 | 0   | 1   | 3 | 17 | 28 | -11 | 4  |
| 6.   | Mongolia       | 6  | 0 | 0   | 0   | 5 | 11 | 59 | -48 | 0  |

### Riconoscimenti individuali
- Miglior portiere: Philippe Lepage -  Lussemburgo
- Miglior difensore: Kwang Hyok Kim -  Corea del Nord
- Miglior attaccante: Emrah Ozmen -  Turchia